# Чархунышкорт
Чархунышкорт (чечен. Чорхамаш корта) — горная вершина между Итум-Калинским районом и Шаройским районом Чеченской Республики. Высота над уровнем моря составляет 2778 метров.

## География
Чархунышкорт — звено цепи Главного Кавказского хребта, подходит близко с юго-востока к чантийскому обществу. Ближайший населённый пункт — Ити-Кулишка.

## Этимология
Первая часть названия горы не поддаётся объяснению, корт — вершина/голова.